# Aleksiej Kijankin
Aleksiej Michajłowicz Kijankin (ros. Алексей Михайлович Киянкин; 26 kwietnia 1992) – rosyjski zapaśnik walczący w stylu klasycznym. Wojskowy mistrz świata w 2016 i 2018, drugi w 2017 i 2021, trzeci w 2023 i 2024. Pierwszy w Pucharze Świata w 2017. 
Trzeci na ME U-23 w 2015. Mistrz Rosji w 2014 i 2019; drugi w 2018; trzeci w 2016, 2021 i 2023 roku.